# Conferència Nacional per l'Estat Propi

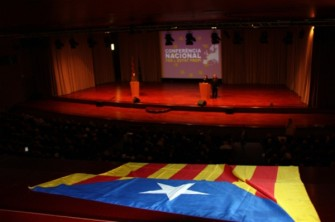
Presentació de la Conferència Nacional per l'Estat Propi

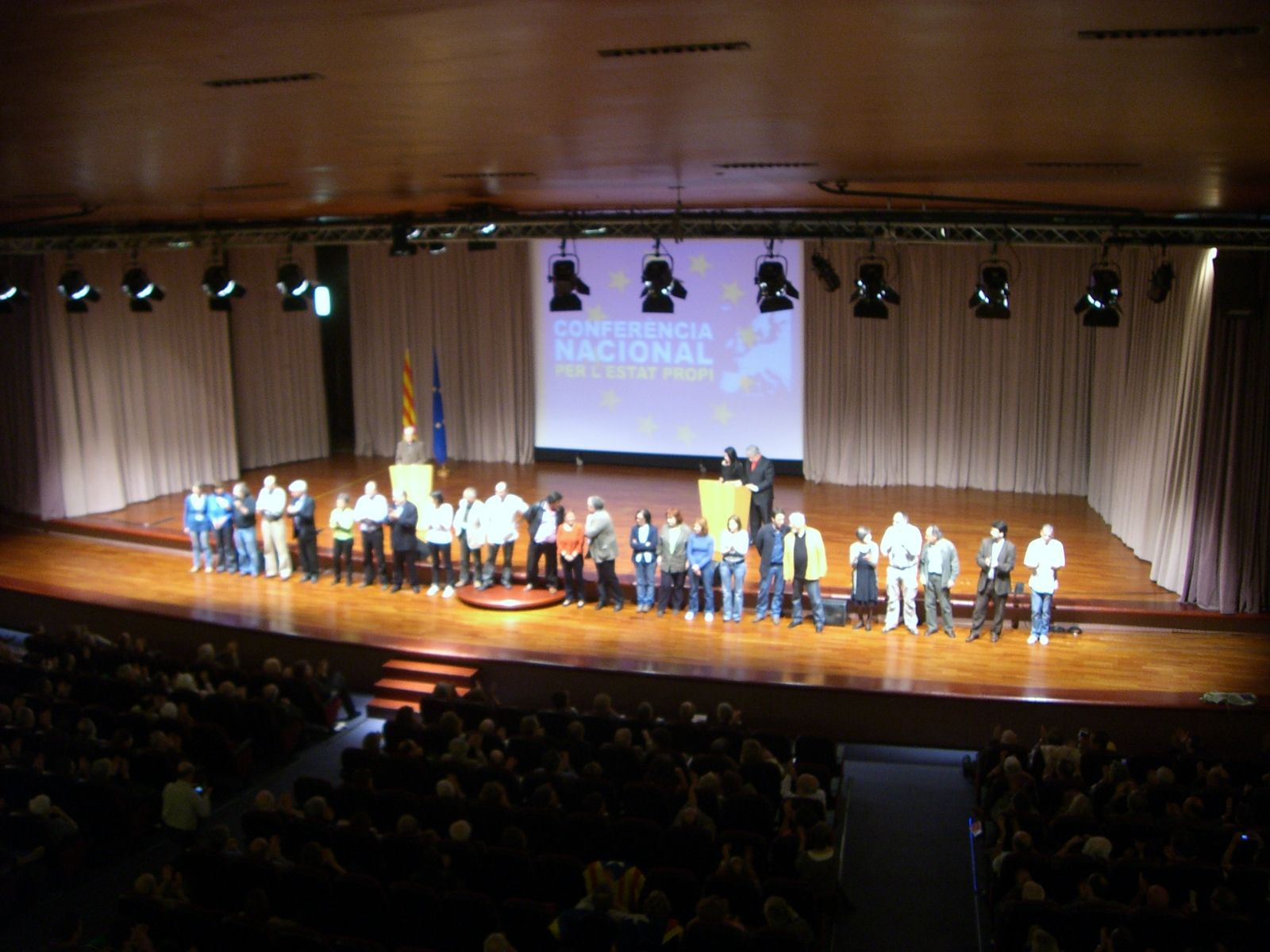
Acte final de la Conferència Nacional per l'Estat Propi

La Conferència Nacional per l'Estat Propi fou un moviment independentista format per la societat civil a partir del qual es va constituir l'Assemblea Nacional Catalana, l'objectiu de la qual és la independència de Catalunya.

## Antecedents
La idea neix a Arenys de Munt el dia de la Consulta sobre la independència de Catalunya el 13 de setembre de 2009. Allà, un reduït grup “d'independentistes de tota la vida” van decidir el procediment per fer créixer aquest grup inicial incorporant moltes altres sensibilitats del catalanisme tradicional de la transició.
Van integrar el petit nucli inicial, que organitzà aquesta entitat de caràcter polític i transversal, quatre persones: en Pere Pugès, en Miquel Sellarès, en Miquel Strubell, i l'Enric Ainsa. Aquest grup d'independentistes de llarga trajectòria van decidir que calia superar tantes i tan profundes diferències del passat per aconseguir vertebrar un moviment, el Moviment per la Independència (MxI)". Eren persones que havien viscut l'experiència de l'Assemblea de Catalunya dels anys 70 del segle xx, i van veure en aquella presència massiva i unitària a Arenys de Munt les condicions per intentar un procés d'unitat de l'independentisme.
Entre la tardor del 2009 i la primavera del 2010 posaren en marxa un grup de quaranta persones més, que es comunicaven per correu electrònic i sense mostrar entre ells la seva identitat.
Fins a la primera trobada presencial, la majoria de persones que participaven en el grup de discussió ignoraven qui eren els altres, ja que el contacte es feia a través d'internet, per un sistema de missatgeria que tenia el servidor a l'Índia, perquè era un emplaçament que donava garanties que es mantindria la confidencialitat. En aquest grup de debat telemàtic ningú no donava el seu nom, només les seves propostes i reflexions. Per garantir que el debat es fes des de l'anonimat es va dotar a cada participant d'una adreça de correu electrònic consistent en les lletres mxi i dues xifres. Així tothom llegia les aportacions, però no sabien qui era. D'aquest treball sobre les idees i les paraules en va sorgir la declaració fundacional i un full de ruta.
Sabedors tots del fet que estaven d'acord, es va trencar la clandestinitat amb una trobada presencial. El març del 2010, els quaranta van posar en marxa una primera ampliació: una llista de 200 persones pertanyents a les entitats i organitzacions cíviques que havien estat treballant activament en el camp del sobiranisme i l'independentisme a les quals es va convidar a sumar-se als treballs.

## Crida a la participació
A l'acte de presentació de la Crida nacional ja són més les personalitats del món sobiranista i independentista, d'orígens socials i ideològics diversos, que compareixen davant els mitjans de comunicació al Centre de Cultura Contemporània de Barcelona (CCCB) per a fer pública la seva crida a la participació en la Conferència Nacional per l'Estat Propi. Fou presentat pels actors Quim Masferrer i Mont Plans; expliquen que el moviment que s'inicia és el resultat d'un esforç gradual i pacient d'articulació d'iniciatives.

## Conferència nacional per l'estat propi
La Conferència Nacional per l'Estat Propi es va celebrar el 30 d'abril de 2011 a Barcelona, al Palau de Congressos de Montjuïc. Hi assistiren 1.500 persones que van aprovar la Declaració fundacional i full de ruta. En aquesta conferència s'elegí un grup de gent destacada del panorama català que constituirien el consell permanent, format per Aureli Argemí, Agustí Barrera, Dolors Bassa, Enric I. Canela, Carles Castellanos, Josep Cruanyes, Josep Dalmau, Miquel Esquirol, Arnau Figueras, Patrícia Gabancho, Julià de Jòdar, Antoni Homs Corbera, Joel Joan, Enric Larreula, Lluís Llach, Fèlix Martí, Montserrat Mata, Josep Maria Murià, Vicenç Pedret, Ferran Requejo, Francesc Ribera, Pep Riera, Blanca Serra, Eva Serra, Josep Miquel Servià, Jordi Solé, Josep Maria Terricabras, Quim Torra, Ricard Torrents entre d'altres; i també s'escollí l'òrgan de govern de l'entitat que fou el secretariat provisional, compost per Carme Forcadell, Jaume Soler, Miquel Strubell, Pere Pugès, Ricard Gené, Jordi Manyà, Àngels Folch entre d'altres.
 La conferència, que va tenir la presència de personalitats del món polític com ara el diputat republicà al Congrés Jordi Tardà, el seu correligionari al Parlament Oriol Amorós o el també diputat per ICV Jaume Bosch, va estar conduïda pels actors i presentadors Txe Arana, Jordi Banacolocha i Josep M. Ferrer i Arpí i va ser closa per Lluís Llach. Les paraules del cantautor i la seva breu interpretació del tema Abril 74 van deixar pas a un emocionat cant col·lectiu d'Els segadors en un auditori entregat.
 L'expresident del Parlament Ernest Benach i l'exconseller Joan Manuel Tresserras van apadrinar la presentació de la Conferència Nacional per l'Estat Propi, un moviment que, el 10 de març de 2012, al Palau Sant Jordi, es constituí en Assemblea Nacional Catalana i que treballa per posar les bases d'un estat català modern, solidari, just i participatiu, amb suport internacional i que mantingui el compromís sincer de solidaritat amb la resta de pobles i nacions.